# روبرت إس. ترافيس
روبرت إس. ترافيس (بالإنجليزية: Robert S. Travis)‏ هو شخصية أعمال وسياسي أمريكي، ولد في 2 مايو 1909، وتوفي في 14 أغسطس 1980. انتخب عضو جمعية ولاية ويسكونسن وانتخب عضو مجلس ولاية ويسكونسن.